# Al-Hakam ibn Abi al-As
Al-Ḥakam ibn Abī al-ʿĀṣ ibn Umayya (in arabo ﺍﻟﺤﻜﻢ ﺑﻦ ﺍﺑﻲ ﺍﻟﻌﺎﺹ ﺑﻦ أمية‎?, al-Ḥakam b. Abī l-ʿĀṣ b. Umayya; fl. VII secolo) è stato il padre del  Califfo omayyade Marwān I e lo zio del terzo califfo "ortodosso" ʿUthmān b. ʿAffān.
È considerato, malgrado la condanna all'esilio da parte di Maometto, uno dei Ṣaḥāba dai sunniti.
Quando suo nipote ʿUthmān b. ʿAffān (il quarto tra i convertiti) abbracciò l'Islam, al-Ḥakam lo legò e lo bastonò.
Sia al-Ḥakam, sia suo figlio Marwān, furono inviati in esilio da Medina a Ta'if da Muhammad come punizione per aver affermato che egli avrebbe alterato alcune parole del Corano. Secondo una tradizione su cui si esprime qualche dubbio, il Profeta disse loro che non sarebbero mai più tornati a Medina. ʿUthmān invece perdonò i suoi parenti quando divenne Califfo.

## Albero genealogico
Al-Ḥakam era nipote di Umayya ibn ʿAbd Shams, che dette il suo nome al clan omayyade. Suo padre fu Abu al-'As ibn Umayya. Suo zio era ʿAffān ibn Abī al-ʿĀṣ, padre di ʿUthmān, il terzo Califfo "ortodosso".
Ṣāfiya bt. Abī l-ʿĀṣ, sorella di al-Ḥakam, fu moglie di Abū Sufyān e madre a sua volta di Ramla bint Abi Sufyan, una delle mogli di Maometto. Ebbe anche un fratello, di nome ʿUthmān.
Tra i suoi figli Marwān I, primo califfo omayyade-marwanide, Yaḥyā, nonno materno di Hishām b. ʿAbd al-Malik e Ḥārith.